# Saint-Trinit
Saint-Trinit é uma comuna francesa na região administrativa da Provença-Alpes-Costa Azul, no departamento de Vaucluse. Estende-se por uma área de 16,66 km². Em 2010 a comuna tinha 120 habitantes (densidade: 7,2 hab./km²).